# Стара Кенка
Стара́ Ке́нка (рос. Старая Кенка) — річка в Удмуртії, Росія, ліва притока річки Іж. Протікає територією Зав'яловського району та по місту Іжевськ.
Річка починається на південно-східній околиці села Сизево, потім протікає через нього у північно-західному напрямку. Після села річка повертає на захід і лише пригирлова ділянка спрямована на північний захід. Впадає до Іжа на південній околиці міста Іжевськ. Береги у нижній течії заліснені. Приймає декілька дрібних приток, створено декілька ставків.
Над річкою розташоване лише село Сизево, а також місто Іжевськ.